# Telazioïdeus
Els telazioïdeus (Thelazioidea) són una superfamília de nematodes de l'ordre Spirurida.
Entre les famílies que engloba, només Rhabdochonidae és notablement diversa. Encara que no n'hi ha cap que es consideri monotípic D'altra banda, Thelazioidea està entre les mitjanes de les superfamílies de Spirurida. El seu cicle vital és heteroxè amb transmissió intermèdia.

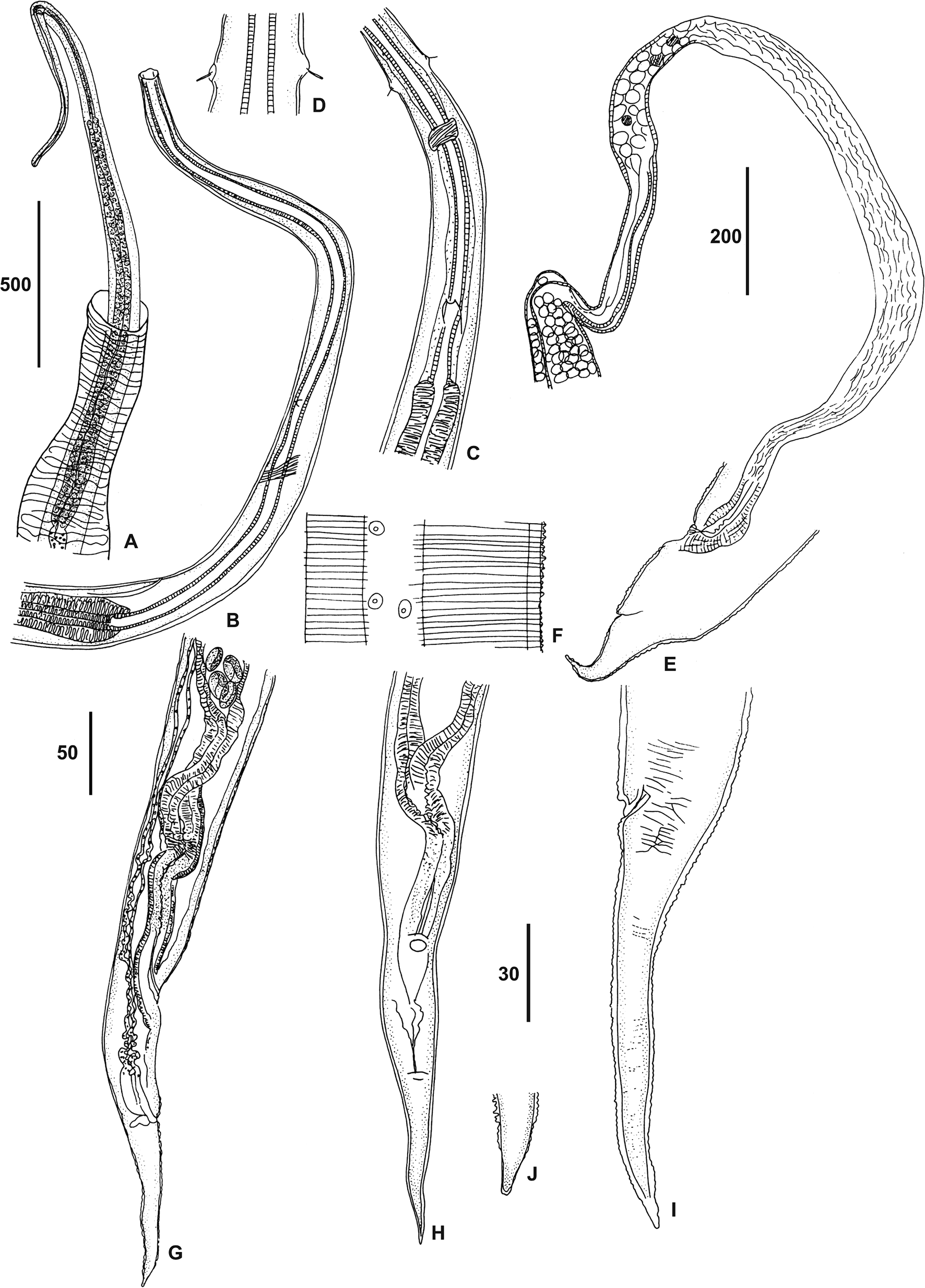
Trichospirura aethiopica Bain & Junker, 2013, un exemple de Rhabdochonidae

Les famílies del Thelazioidea són:
- Pneumospiruridae
- Rhabdochonidae
- Thelaziidae